# Naruhito
Naruhito (徳仁, /naɾɯꜜçi̥to/), né à l'hôpital de la maison impériale, situé dans le jardin est du Kōkyo dans l'arrondissement de Chiyoda à Tokyo, le 23 février 1960, est le 126e empereur du Japon depuis le 1er mai 2019. Fils aîné de l'empereur Akihito et de son épouse, l'impératrice Michiko, il succède à son père au lendemain de l'abdication de celui-ci.
Titré à sa naissance « Son Altesse Impériale le prince impérial Naruhito de Hiro » (浩宮徳仁親王, Hiro-no-miya Naruhito shinnō), il devient l'héritier du trône du chrysanthème à la mort de son grand-père, l'empereur Hirohito, le 7 janvier 1989, et prend alors le titre de « Son Altesse Impériale le prince héritier Naruhito » (皇太子徳仁親王, Kōtaishi Naruhito Shinnō). Devenu empereur du Japon après l'abdication de son père Akihito, son avènement au trône marque le début de l'ère Reiwa et il n'est plus connu au Japon que comme  « Sa Majesté l'Empereur » (天皇 陛下, Tennō Heika) ou encore comme « Sa Majesté présente » (今上 陛下, Kinjō Heika). Si en Occident s'est répandu l'usage de nommer l'empereur par son simple prénom, Naruhito, à l'instar des monarques européens, cette pratique est considérée au Japon comme un manque de respect à l'empereur.

## Enfance et jeunesse

### Enfance

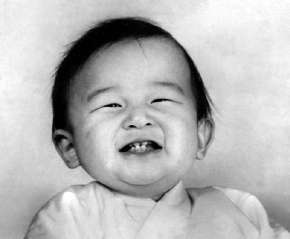
Le prince Naruhito de Hiro, le 4 février 1961.

Comme tous les membres de la famille impériale, le jeune prince reçoit le septième jour après sa naissance, soit le 29 février 1960, un prénom et un nom de complaisance. Le même jour, il reçoit également de sa mère un emblème personnel (お印, o-shirushi) censé symboliser son caractère : le catalpa chinois (梓, Azusa).
Son prénom, Naruhito (徳仁), et son nom, Hiro-no-miya (浩宮), sont issus, comme le veut la tradition dans la maison impériale du Japon, d'un passage de l'un des Classiques chinois, à savoir de la 32e sentence de la Doctrine du Milieu de Confucius selon Zi Si, qui dit, en parlant de celui qui réussit à atteindre le degré ultime d'humanité en trouvant le lien entre terre et ciel : « 浩浩其天！茍不固聰明聖知達天德者，其孰能知之 », ce qui, traduit du chinois, signifie : « Appelle-le ciel, tellement il est vaste ! Qui peut comprendre cela, si ce n'est celui qui est rapide en appréhension, clair dans son discernement, d'une intelligence largement hors de portée et d'une connaissance universelle, possédant toute la vertu céleste, ? ».
Les kanji 浩 (kō, hiro, ōki, « grand, nombreux, vaste, abondant ») et 德 (toku, oshie, naru-, « éthique, moralité, puissance, vertu ») renvoyant ainsi à deux qualités reliant l'homme au ciel.
Il est, avec son frère et sa sœur, le premier enfant d'un empereur à avoir été élevé directement par son père et sa mère, la tradition jusqu'à présent voulant que les enfants de la famille impériale fussent séparés très tôt de leurs parents pour être éduqués par des chambellans du palais et par des précepteurs privés.

### Études et travaux de chercheur en histoire et sur la gestion de l'eau

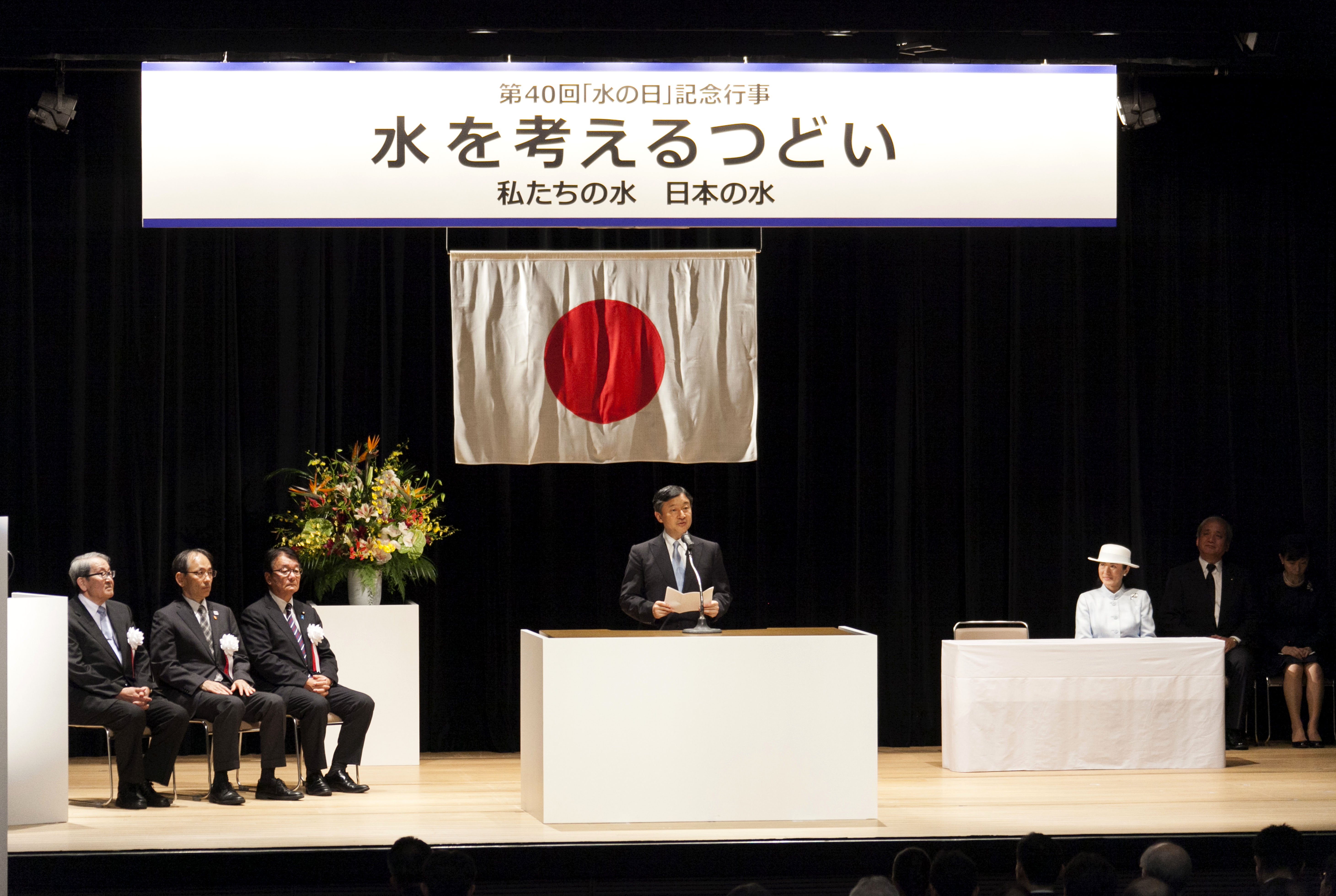
Discours du prince héritier Naruhito
devant la « Convention de réflexion sur l'eau » au Musée de la Science de Tokyo, en 2016.

Il est le premier héritier présomptif du Trône à avoir obtenu un diplôme universitaire, à savoir un Bachelor's degree en 1982 puis, en 1988, une Maîtrise en histoire de l'université Gakushūin. Il a également étudié au Merton College de l'Université d'Oxford au Royaume-Uni de 1983 à 1985, deux années qu'il a retracées dans un livre intitulé Temuzu to tomoni: Eikoku no ninenkan (ja) (テムズとともに -英国の二年間-) et traduit en anglais en 2006 par The Thames And I: A Memoir Of Two Years At Oxford  (ISBN 1-905246-06-4). Il rédige également, lorsqu'il est au Royaume-Uni, un article en anglais sur The Thames as Highway (La Tamise comme axe de communication), publié en avril 1989. Un doctorat honoris causa en droit lui est décerné en décembre 1991 par l'université d'Oxford.
Malgré ses obligations officielles, il a continué ses activités de recherche en histoire médiévale du Japon et de l'Angleterre, étant spécialisé notamment dans l'étude des transports fluviaux et de la mise en valeur par ces deux pays de leurs voies navigables à travers le passé. Il est en effet chercheur honoraire aux archives de l'université Gakushūin depuis 1992, il a donné également plusieurs séries de cours et de conférences universitaires dans cet établissement en 2003 (conférences au Collège féminin sur la « Société et culture britannique : source de la culture nord-américaine »), 2005, 2006 et 2008.

## Prince héritier

### Fonctions officielles

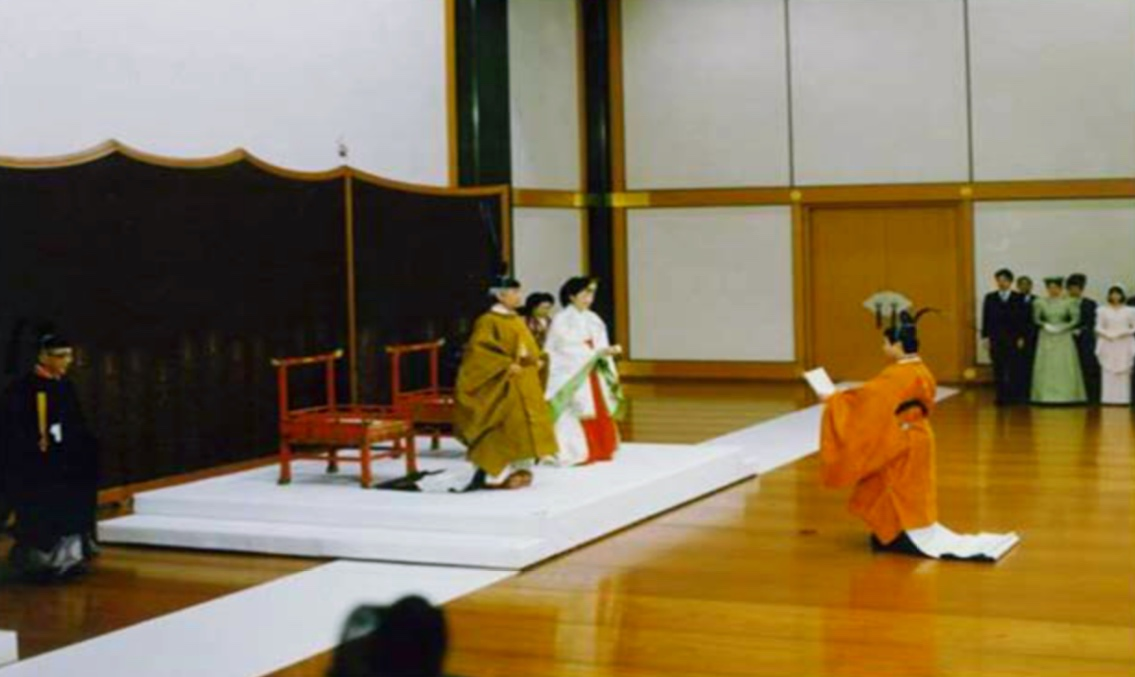
Rit'taishi-no-Rei du prince héritier Naruhito, le 23 février 1991.

S'il devient, dans la pratique, l'héritier au trône du Japon après le décès de son grand-père et l'avènement de son père le 7 janvier 1989, il n'est investi officiellement comme prince héritier (皇太子, Kōtaishi) que le 23 février 1991, jour de son 31e anniversaire, lors de la cérémonie traditionnelle Rit'taishi-no-Rei (立太子の礼, litt. « Cérémonie d'avènement du Premier fils »).

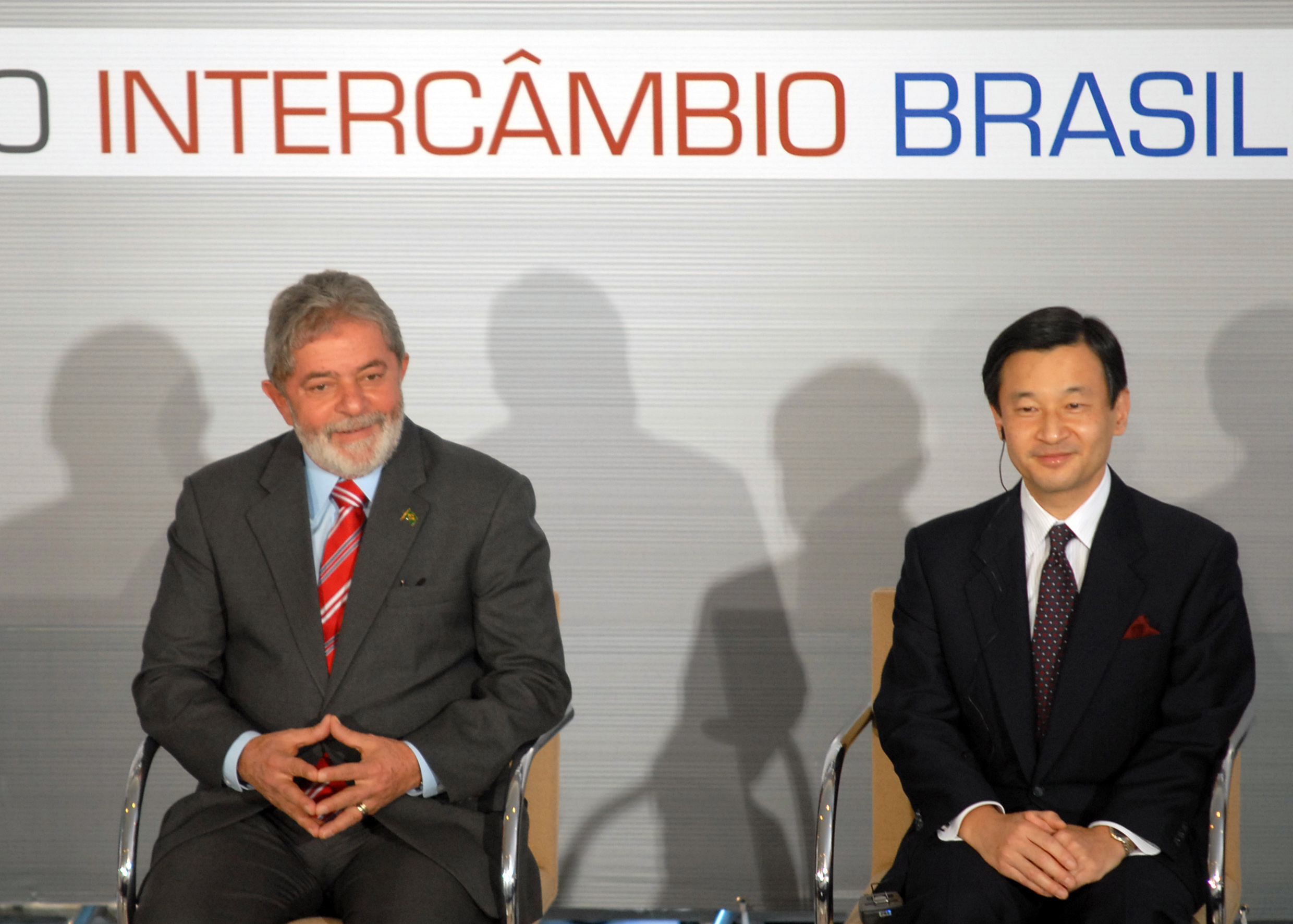
Le prince héritier et le président brésilien Lula da Silva, le 18 juin 2008.

Son statut lui donne un nombre important de responsabilités cérémonielles et symboliques ainsi que représentatives, comme l'attestent de nombreux voyages officiels dans des pays étrangers. Il a ainsi jusqu'à présent visité une vingtaine d'États, étant délégué notamment pour représenter la maison impériale et le Japon lors de cérémonies au sein des différentes familles régnantes dans le monde (comme un sacre ou un couronnement, ou encore un mariage princier). Il est aussi président honoraire de l'Année d'échanges Japon-Brésil en 2008, chargé notamment d'assister aux commémorations du centenaire de l'immigration japonaise au Brésil le 18 juin 2008.
Sur le plan caritatif et humanitaire, il est vice-président d'honneur de la Croix-Rouge japonaise depuis avril 1994. Chercheur en histoire des transports fluviaux, il s'est également personnellement impliqué dans le domaine de la lutte pour l'approvisionnement en eau et contre la sécheresse dans le monde, et a ainsi été président honoraire du Troisième Forum mondial de l'eau qui s'est tenu au Japon (à Kyoto, Osaka et Shiga) du 16 au 23 mars 2003, où il fait notamment une intervention remarquée lors de la journée d'ouverture sur « les cours d'eau reliant Kyoto et sa région ». Lors de l'ouverture du forum suivant, le 14 mars 2006 à Mexico, il est chargé à nouveau de faire un discours cette fois-ci consacré à « Edo et la navigation », et réalise la conférence d'ouverture du 1er Sommet Asie-Pacifique sur l'eau en décembre 2007 sur « les Humains et l'eau : du Japon à la région Asie-Pacifique ». Il est enfin nommé en janvier 2007 président honoraire du Bureau consultatif sur l'eau et la salubrité du Secrétaire général des Nations unies.

### Famille et problème de succession

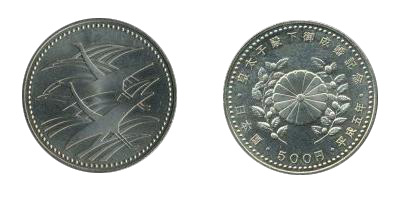
Pièce commémorative de 500 yens pour le mariage princier de Naruhito et Masako en 1993.

Naruhito aurait rencontré sa future épouse, Masako Owada, diplomate non issue de l'aristocratie, lors d'une réception organisée en 1986 à la résidence de son père, Akihito, qui n'était encore que prince héritier.
Le mariage est finalement accepté par le Conseil de la maison impériale le 19 janvier 1993, les fiançailles ont lieu le 12 avril suivant et le mariage le 9 juin 1993.

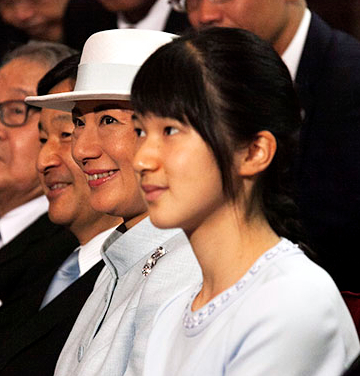
De gauche à droite : Naruhito, alors prince héritier, son épouse la princesse héritière Masako et leur fille la princesse impériale Aiko de Toshi, en 2016.

Ensemble, ils ont eu une fille le 1er décembre 2001, la princesse impériale Aiko de Toshi. Avant son accession au Trône, il réside, avec son épouse et sa fille, dans la résidence officielle du prince héritier, le palais du Tōgū, situé dans le complexe palatial du domaine d'Akasaka dans l'arrondissement spécial de Minato à Tōkyō, où il est né et a grandi.
La loi de succession au trône écartant actuellement les femmes, une révision était envisagée par le gouvernement pour permettre à sa fille unique de devenir un jour impératrice régnante. Néanmoins, depuis l'annonce en février 2006 de la grossesse de l'épouse du prince Akishino, frère de Naruhito (déjà parents de deux filles), cette révision a été abandonnée puisque la princesse Kiko a donné naissance à un garçon, le prince Hisahito, le 6 septembre 2006.
Toutefois, l'abandon de ce projet ne peut être que provisoire selon plusieurs spécialistes du droit constitutionnel et de la maison impériale, dont le juriste Kōichi Yokota, car « il n'y a aucune garantie de continuité pour la famille impériale tant que des règles souples de succession n'auront pas été adoptées ». Les concubines ayant disparu et l'ancien clan impérial ayant été réduit à une branche, la pérennité du trône du chrysanthème ne repose aujourd'hui que sur quelques couples, et ce nombre devrait se réduire pour la génération suivante puisque actuellement, l'empereur n'a qu'une fille et un seul neveu successible (ainsi que deux nièces), tandis que la seule branche cadette de la famille impériale, celle des Mikasa, n'a engendré également que des filles. Ainsi la famille impériale devrait, si les choses restent en l'état, se limiter à terme aux seuls descendants du jeune prince Hisahito d'Akishino, et à sa capacité à avoir à son tour un fils.

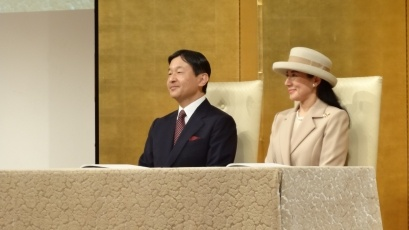
Le couple des princes héritiers Naruhito et Masako en 2016.

Le système patrilinéaire ne pouvait parfaitement fonctionner que grâce à la polygamie, qui a disparu de fait avec l'empereur Taishō (1879-1926) et de droit avec la constitution de 1947, qui dispose que l'héritier doit être « légitime ». Par ailleurs, la réforme de 1947 a limité la transmission du trône aux descendants de Taishō, radiant de la famille impériale, donc des successeurs possibles, de nombreuses branches collatérales. La monarchie nippone subit en outre la pression d'une majorité de Japonais désireux de modernité et favorables à l'avènement un jour de la princesse Aiko comme Impératrice régnante.

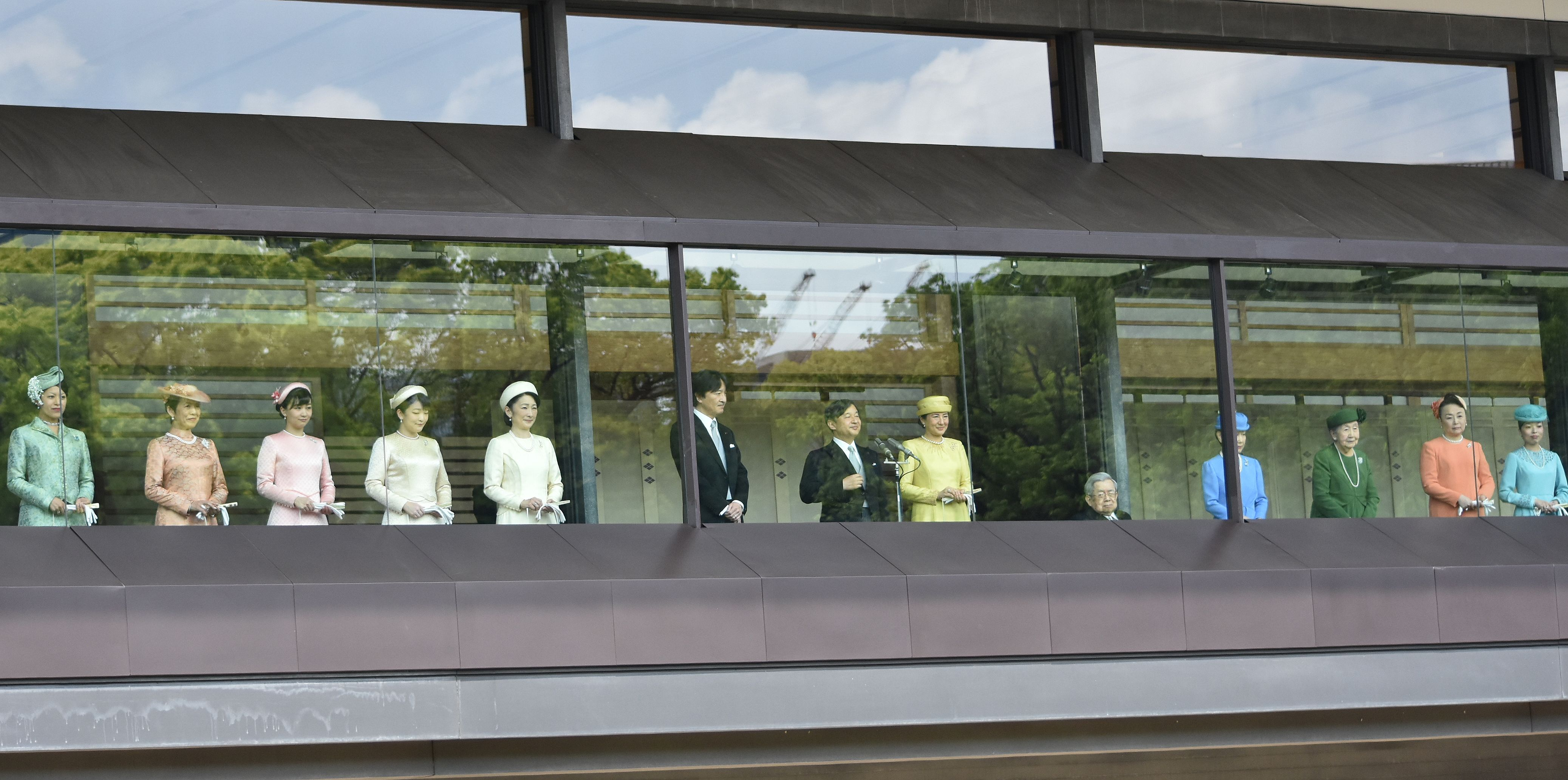
Naruhito avec les membres de la famille impériale (Palais impérial de Tokyo, 2019).

Le couple princier a dû faire face également aux dépressions chroniques subies par la princesse Masako en raison des fortes pressions médiatiques et protocolaires exercées sur cette dernière, Naruhito sortant à plusieurs reprises de sa réserve pour défendre son épouse. Il s'en prend ainsi directement à l'Agence impériale, qui gère l'agenda des membres de la famille régnante, en mai 2004, lorsque celle-ci décide de ne pas autoriser la princesse, qui est alors très faible, à l'accompagner lors d'un déplacement officiel aux Pays-Bas, déclarant alors : « La princesse Masako, après avoir abandonné son travail de diplomate pour entrer dans la maison impériale, a été grandement affectée d'apprendre qu'elle n'était pas autorisée à voyager à l'étranger pour un long moment [...] Il y a eu des événements qui ont été à l'encontre de la carrière et de la personnalité de la princesse Masako ». Plus tard, le 11 juillet 2008, il demande de considérer le cas de son épouse avec compassion : « Je voudrais que (le public) comprenne que Masako continue à faire les plus grands efforts avec l'aide de ses proches [...] S'il vous plaît, continuez à la considérer avec gentillesse et sur le long terme ».

### Préparation à l'accession au trône
Le 19 mai 2017, le gouvernement conservateur japonais approuve un projet de loi spéciale autorisant son père, l'empereur Akihito à renoncer au trône pour la fin de l'année 2018. Cette loi ne s'applique néanmoins qu'à lui seul et ne bénéficie pas à ses successeurs. Le Parlement vote définitivement la loi le 9 juin 2017, pour une abdication et une succession dans les trois ans à venir. Le 1er décembre 2017, le gouvernement annonce que l'empereur abdiquera le 30 avril 2019 et Naruhito sera officiellement intronisé le lendemain, soit le 1er mai 2019. Le Japon entre alors dans l'ère Reiwa.
Le dernier empereur du Japon ayant renoncé au trône du chrysanthème est Kōkaku en 1817, qui abdiqua en faveur de son fils Ninkō.

## Empereur du Japon

### Accession au trône et couronnement

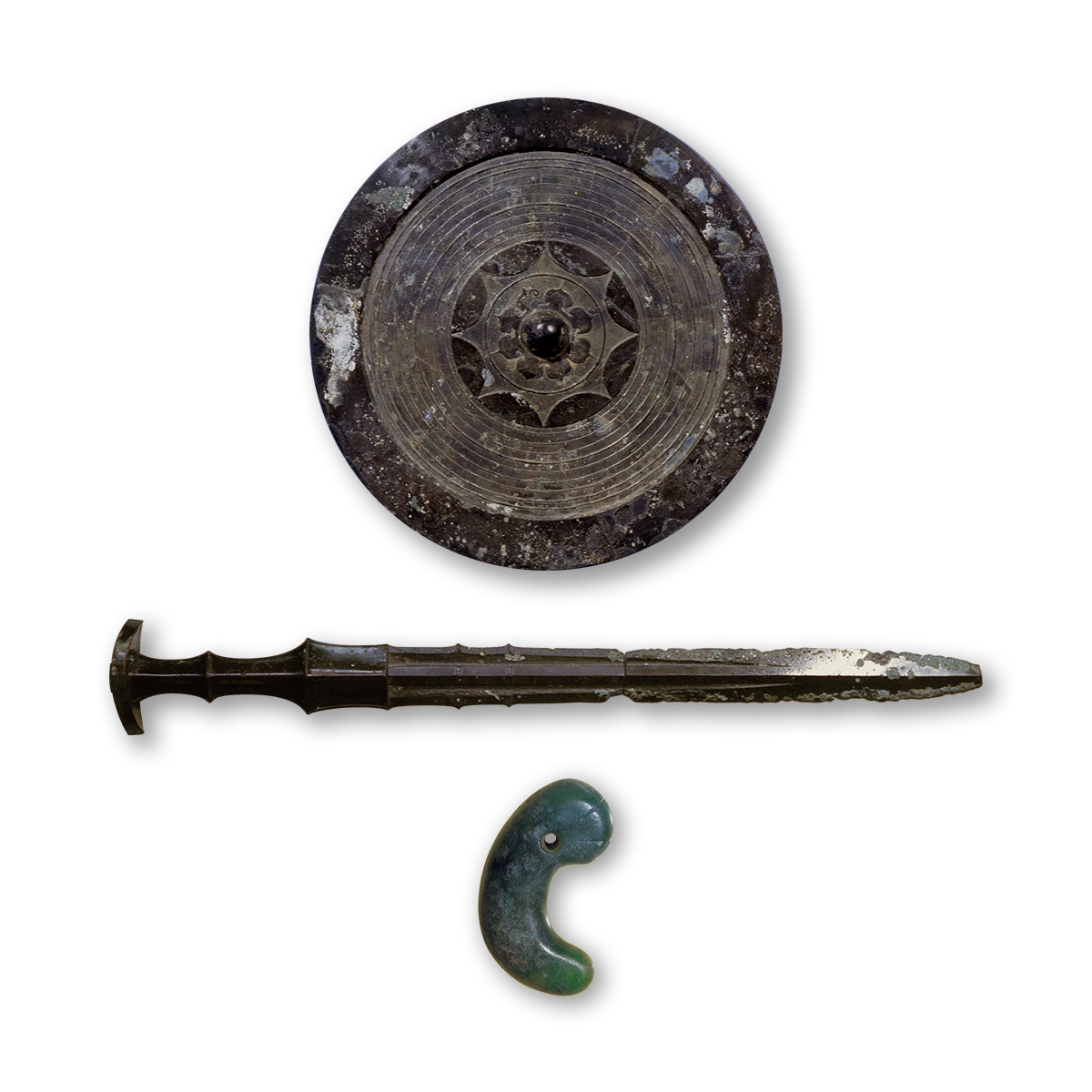
Répliques des trois trésors sacrés du Japon, dont deux ont été remis au nouvel empereur le jour de son avènement le 1er mai 2019 : l'épée de Kusanagi (au centre) et le magatama de Yasakani (en bas).

Le 1er mai 2019, le lendemain de l'abdication de son père, Naruhito entre officiellement en fonction au cours de deux courtes cérémonies marquant le début du protocole de l'accession au Trône (即位の礼, Sokui-no-rei) dans la « Salle des Pins » ou « salle du Trône » (松の間, Matsu-no-ma) du « Hall d'État » (正殿, Seiden) du Palais impérial (皇居, Kōkyo). La première, la cérémonie traditionnelle shintō du Kenji-tō-shōkei no gi (剣璽等承継の儀, litt. Cérémonie de transmission des insignes impériaux), se fait en présence des seuls hommes adultes de la succession au Trône (le prince héritier Fumihito et le prince Masahito de Hitachi), du Premier ministre Shinzō Abe, des membres du Cabinet du Japon (dont la première femme à assister à une telle cérémonie, la ministre Satsuki Katayama), du juge en chef de la Cour suprême, des présidents des deux chambres de la Diète et des chambellans de l'Agence impériale. Il lui est alors présenté les insignes impériaux (剣璽, Kenji), dont deux des trois trésors sacrés du Japon (三種の神器, Sanshu no Jingi), à savoir l'épée de Kusanagi (草薙の剣, Kusanagi-no-tsurugi), qui selon la tradition aurait été celle utilisée par la déesse Amaterasu, ancêtre légendaire de la famille impériale, pour chasser les démons de l'archipel, et qui symbolise la valeur de l'empereur ; et le magatama de Yasakani (八尺瓊曲玉, Yasakani no magatama), qui représente la bienveillance et la faculté d'apprendre du monarque. Le nouvel empereur reçoit alors également le sceau impérial du Japon ou « Noble insigne du chrysanthème » (菊の御紋, Kiku-no-gomon), véritable emblème national du Japon même s'il n'a plus de rôle officiel depuis 1947, et le sceau d'État du Japon  ou « sceau du pays » (国璽, Kokuji), sceau officiel de l'État japonais qui doit lui servir à sceller les documents soumis par le Cabinet,.
Puis, la seconde cérémonie, plus laïque et plus ouverte, avec à ses côtés son épouse la nouvelle impératrice Masako et en présence des femmes de la famille impériale et des corps constitués du Japon, suit immédiatement la première : il s'agit du Sokui-go-chōken no gi (即位後朝見の儀, litt. cérémonie de l'audience d'après l'accession au Trône). L'empereur y a fait son discours inaugural de nouveau « symbole de l'État et de l'unité du peuple japonais », s'inscrivant alors dans la continuité de l'exercice de la fonction initiée par son père en déclarant : « Je m'engage à agir conformément à la Constitution et à remplir mes obligations de symbole de l'État et de l'unité du peuple, en ayant toujours le peuple à l'esprit et en me tenant toujours à son côté ». Le couple impérial clôt cette journée d'investiture par une rencontre avec les fonctionnaires de l'Agence impériale et par une visite à l'empereur et impératrice émérites, Akihito et Michiko, dans leur nouvelle résidence temporaire de Takanawa,. Ils font leur première apparition publique le 4 mai suivant, se montrant six fois dans la journée au balcon du Palais impérial pour saluer la foule.

Son avènement est rituellement proclamé lors de la Cérémonie d'intronisation au Hall d'État (即位礼正殿の儀, Sokuirei-Seiden no gi), le 22 octobre 2019.Celle-ci reprend le rituel modifié qui avait été adopté le 12 novembre 1990 pour le précédent empereur : au lieu de se tenir au palais de Kyoto comme c'était le cas avant la Seconde Guerre mondiale, elle a lieu dans la « salle des Pins » du « hall d'État » du Kōkyo ; la plupart des symboles shinto qu'elle comportait sont enlevés du rituel ; elle se fait en présence d'étrangers, avec des délégués représentant près de 200 pays en plus des invités japonais ; le Premier ministre s'adresse directement à l'empereur en se tenant en face de lui, et non plus, comme c'était le cas dans le passé, depuis la cour du palais, afin de démontrer que le régime du Japon est désormais démocratique et que donc le Cabinet n'est plus subordonné au monarque. Cette cérémonie est complétée, en novembre 2019 par un rite cette fois-ci totalement shinto et secret pendant lequel l'empereur remercie les kami pour son avènement en leur offrant du riz sacré : la « cérémonie du grand Remerciement » (大嘗祭の儀, Daijōsai no gi). Le coût de ces manifestations, et le fait que de l'argent public soit utilisé pour financer des manifestations au caractère fortement religieux, a suscité des critiques, notamment de la part d'associations ou partis de la gauche japonaise, comme cela avait déjà été le cas pour le précédent avènement impérial (le gouvernement japonais ayant dépensé 2,7 milliards de yens soit vingt-quatre millions de dollars américains pour organiser l'évènement).

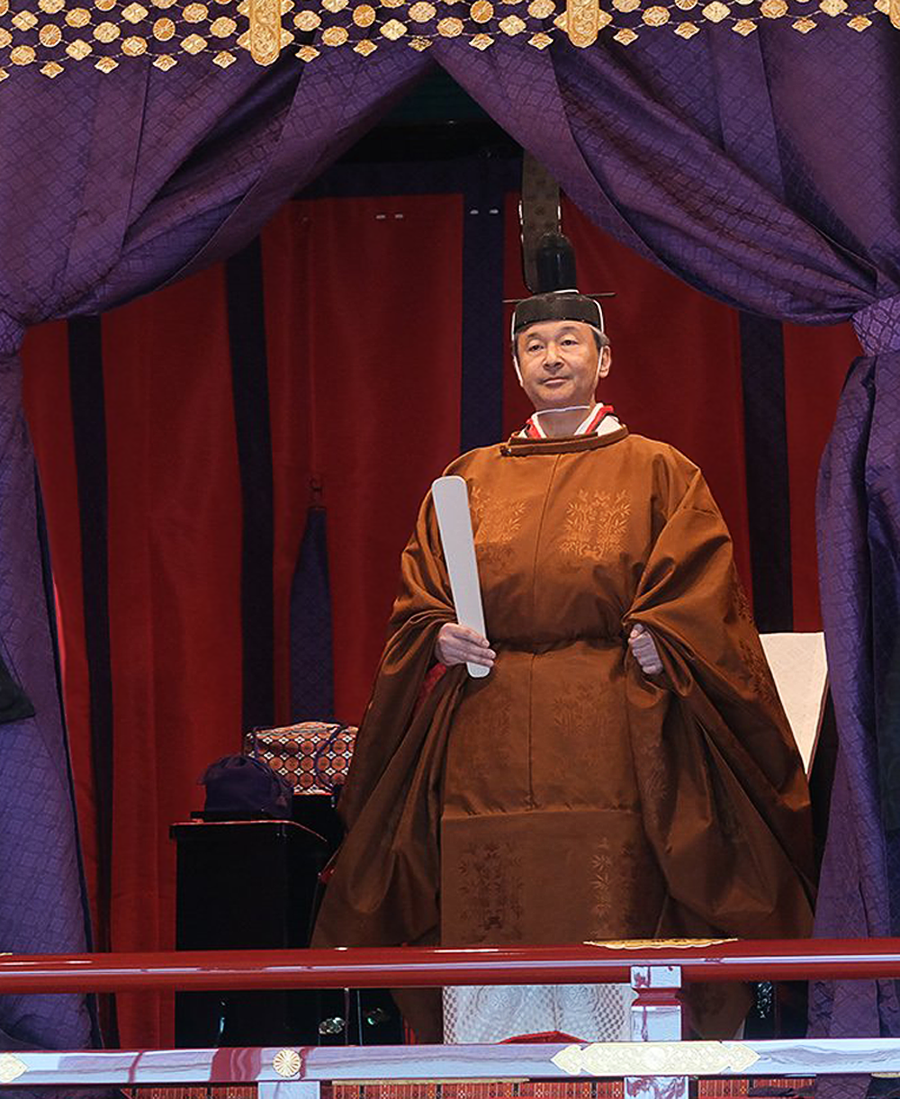
Naruhito durant son couronnement.

Le 22 octobre 2019, lors de la traditionnelle cérémonie au palais impérial de Tokyo, il proclame solennellement son intronisation en présence de 2 000 invités, dont des chefs d'État et dignitaires de quelque 180 pays, parmi lesquels l'ancien président français Nicolas Sarkozy, le roi de Suède, le prince héritier danois, le prince héritier de Norvège, le vice-président chinois Wang Qishan, le sultan Hassanal Bolkiah, le prince de Galles, le roi d'Espagne, le roi des Belges, le grand-duc de Luxembourg, le roi du Bhoutan ou encore le roi des Pays-Bas. Le 10 novembre 2019, l'empereur et l'impératrice paradent dans les rues de Tokyo en saluant le peuple, ce qui marque la fin des cérémonies d'intronisation.

### Activités officielles et déplacements
Le 23 février 2020, les festivités publiques de son 60e anniversaire sont annulées en raison de la pandémie de Covid-19 qui frappe le monde. Le 19 mars suivant, toujours en raison de la pandémie, sa visite d'État au Royaume-Uni prévue au printemps 2020 est reportée par la reine Élisabeth II, mais aucune date n'a été donnée à l'heure actuelle quant à ce report ,.
Le 23 juillet 2021, Naruhito ouvre les Jeux olympiques d'été de 2020 (qui avaient été reportés en raison de la pandémie) lors d'une  cérémonie qui se déroule à Tokyo, dans le stade olympique, comme son grand-père l'empereur Shōwa l'avait fait 57 ans plus tôt en 1964. Quelques heures avant l'ouverture des jeux, l'empereur reçoit au palais impérial le président français, Emmanuel Macron, et la Première dame des États-Unis, Jill Biden.
Le 19 septembre 2022, l’Empereur est présent aux funérailles d’État de la reine du Royaume-Uni Élisabeth II, à Londres, aux côtés de son épouse. Il s’agit du premier déplacement à l’étranger du couple impérial depuis l’avènement de Naruhito.

## Succession
La fille unique de l’Empereur, la princesse Aiko de Toshi, ne pourra pas succéder à son père en vertu de la loi empêchant les femmes de régner. Ainsi, après la mort de Naruhito, c’est son frère le prince héritier Fumihito qui lui succèdera sur le trône du Chrysanthème. Ensuite viendra le tour du prince Hisahito.

## L'ère Reiwa

Calligraphie du nom de l'ère, Reiwa.

Une nouvelle ère a commencé le jour de son avènement, le 1er mai 2019 à 0h00, dont le nom a été choisi par le Cabinet du Japon (comme cela avait été le cas pour l'ère précédente, Heisei) et officiellement présenté au public le 1er avril 2019 : Reiwa, officiellement traduit par « belle harmonie ». Contrairement à la tradition, qui voulait que ce nom soit issu de passages des Classiques chinois, il s'agit ici, pour la première fois, de la reprise d'un texte japonais, un waka, court poème japonais, de l'anthologie Man'yōshū, datée de 730,. Le kanji wa (和) représente l'harmonie, tandis que rei (令) peut être traduit par porteur d'espérance, vénérable, ordre, bien, beau, agréable,. La traduction française du waka ainsi utilisé donne : « Voici le beau (rei) mois du début de printemps, l'air est doux et la brise légère (wa), le prunier a déployé ses fleurs blanches comme poudre d’une belle à son miroir, l’orchidée répand une odeur suave comme poche à parfums. »

## Loisirs

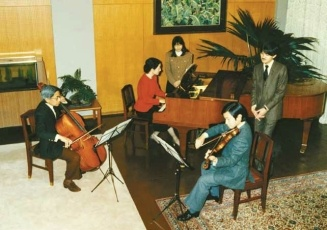
Concert familial donné par Akihito, alors prince héritier, au violoncelle, son épouse Michiko au piano et leur fils aîné, l'actuel empereur et alors prince Naruhito de Hiro, au violon, sous le regard de la princesse Sayako et du prince Fumihito, en décembre 1987.

Le prince héritier puis empereur du Japon pratique, en dehors de ses activités officielles et de recherche, de nombreuses activités sportives en amateur, notamment le tennis, l'alpinisme et le jogging.
Comme ses parents, c'est un grand amateur de musique qui joue depuis l'enfance du violon, la famille impériale ayant formé à plusieurs reprises un trio familial, le prince héritier puis empereur Akihito jouant du violoncelle, la princesse puis impératrice Michiko du piano, et le prince puis prince héritier Naruhito du violon.
Après son entrée à l'université et l'intégration de l'orchestre qui y est associé, Naruhito change d'instrument de musique et se met à l'alto, instrument qu'il pratique depuis lors.

## Titulature

Étendard personnel de l'empereur.

- 23 février 1960 - 7 janvier 1989 : Son Altesse Impériale le prince impérial Naruhito de Hiro
- 7 janvier 1989 – 30 avril 2019 : Son Altesse Impériale le prince héritier du Japon
- 30 avril 2019 - présent : Sa Majesté Impériale l'empereur du Japon

Aucun nom n'est généralement attaché au titre de l'empereur. Celui-ci ne reçoit son nom d'empereur (帝号, Teigō), qui reprend l'appellation de l'ère (時代, Jidai) correspondant à son règne, qu'après sa mort : suivi des kanji 天皇 (Tennō), il forme alors le titre posthume traditionnel (漢風の諡号, Kanfu-no-shigō). C'est ainsi que l'ancien empereur Hirohito une fois mort a pris le nom d'empereur Shōwa (昭和天皇, Shōwa Tennō).

## Décorations

### Décorations japonaises

Armoiries en tant que grand-croix de l'ordre de Charles III.

- Grand maître de l'ordre du Chrysanthème.
- Grand maître de l'ordre des fleurs de Paulownia.
- Grand maître de l'ordre du Soleil levant.
- Grand maître de l'ordre du Trésor sacré.
- Grand maître de l'ordre de la Couronne précieuse.
- Grand maître de l'ordre de la Culture.

### Décorations étrangères

Armoiries en tant que chevalier de l'ordre des Séraphins.

- Grand-croix de l’ordre du Mérite de la République fédérale d'Allemagne.
- Grande étoile de l'ordre du Mérite (Autriche).
- Grand collier de l'ordre d'Al-Khalifa (Bahreïn).
- Grand cordon de l'ordre de Léopold (Belgique).
- Chevalier de l’ordre de l'Éléphant (Danemark).
- Collier de l'ordre de Zayed (Émirats arabes unis).
- Grand-croix de l'ordre de Charles III (Espagne).
- Grand-croix de l'ordre du Sauveur (Grèce).
- Grand-croix avec collier de l'ordre du Mérite hongrois.
- Chevalier grand-croix de l'ordre du Mérite de la République italienne.
- Grand-croix de l'ordre du Lion d'or de la maison de Nassau (Luxembourg).
- Chevalier grand commandeur de l'ordre du Défenseur du Royaume (Malaisie).
- Grand-croix avec collier de l'ordre de Saint-Olaf (Norvège).
- Grand-croix de l'ordre de la Couronne (Pays-Bas).
- Médaille du roi Guillaume-Alexandre (Pays-Bas).
- Chevalier de l'ordre de la Jarretière (Royaume-Uni).
- Grand-croix de l'ordre de Sikatuna (Philippines).
- Grand-croix de l'ordre du Christ (Portugal).
- Chevalier de l'ordre des Séraphins (Suède).
- Grand cordon de l'ordre national du Mérite (Qatar).
- Grand-croix de l'ordre de la Couronne de Tonga (en).
- Médaille du roi George Tupou V (Tonga).
- Médaille du couronnement du roi George Tupou V (Tonga).